# Rete filoviaria di Cuneo
La rete filoviaria di Cuneo fu in esercizio nella città piemontese dal 1908 al 1968.

## Storia
Per rimpiazzare il servizio di carrozze a cavalli tra la stazione ferroviaria e l'altipiano, attivo dal 1905 e giudicato non al passo con i tempi, gli ingegneri Silvano e Gola proposero di impiantare una linea filoviaria. I lavori iniziarono nell'aprile 1908; nel giugno dello stesso anno iniziarono le prove d'esercizio. L'apertura della prima linea filoviaria cittadina, collegante la stazione ferroviaria alla Chiesa Nuova avvenne il 1º agosto 1908, con inaugurazione ufficiale il successivo 9 agosto, e costituì pertanto uno dei primi impianti installati in Italia.
Il successo della filovia fu tale da comportare in breve tempo l'introduzione di una nuova vettura alle due in servizio; nel 1909 fu costituita la Società Anonima Filovie di Cuneo (SAFC) per ampliare la rete urbana e impiantare una linea extraurbana per Peveragno e Chiusa Pesio, attivata tra il 1909 e il 1912.
All'inizio degli anni venti Pietro Bersezio, già attivo nel settore del noleggio di vetture, rilevava la SAFC dapprima insieme a Alberto Tassone, cui nel 1923 subentrava Vittorio Meineri: con l'arrivo di quest'ultimo nacque la società Bersezio & Meineri. Sotto la nuova gestione si procedette ad ammodernare i filobus già esistenti (con l'installazione di un differenziale) e ad acquistarne di nuovi.
Successivamente la rete venne estesa con l'istituzione di una seconda linea, che serviva la nuova stazione aperta nel 1937.
Nel 1950 risultavano due linee:
- 1 Piazza Torino - Piazza Galimberti - Corso Nizza (prolungata a San Rocco nel 1959)
- 2 Stazione FS - Piazza Galimberti - Borgo Gesso

La seconda venne soppressa all'inizio degli anni sessanta, la prima nel 1968.

### La linea extraurbana per Chiusa Pesio
Parallelamente alle linee urbane, fu in servizio anche una linea extraurbana di 17 km di lunghezza, che collegava Cuneo a Chiusa Pesio. Essa fu attivata il 20 settembre 1909 da Cuneo a Peveragno, e completata fino a Chiusa Pesio il 1º agosto 1912.
Venne soppressa il 31 dicembre 1957 a causa dello scarso traffico: in quell'anno risultavano in orario sette coppie di corse al giorno più una coppia al martedì, giorno di mercato.

## Mezzi
| Numeri sociali | Costruzione | Radiazione | Telaio          | Carrozzeria     | Equipaggiamento elettrico | Note                                                                |
| -------------- | ----------- | ---------- | --------------- | --------------- | ------------------------- | ------------------------------------------------------------------- |
| 1-6            | 1906–1907   | 1926       | STE             | STE             | STE                       | Alcune vetture provenienti dalla filovia dell'Esposizione di Milano |
| -              | 1906        | 1920       | STE             | STE             | STE                       | Filocarro                                                           |
| 7-10           | 1920–1926   | 1950       | Rognini & Balbo | Rognini & Balbo | Rognini & Balbo           |                                                                     |
| E1-E3          | 1931        | 1957       | Fiat 467F       | Fiat            | CGE                       |                                                                     |
| E4             | 1934        | 1957       | Fiat 656F       | Fiat            | Marelli                   |                                                                     |
| E10-E11        | 1939        | 1968       | Fiat 656F/557   | Fiat            | Marelli                   | Provenienti da Torino, in servizio dal 1948                         |
| E5             | 1951        | 1968       | Fiat 668F/121   | Cansa           | CGE                       |                                                                     |
| E6             | 1958        | 1968       | Büssing         | Macchi          | CGE                       |                                                                     |